# Park Cho-rong
Dans ce nom coréen, le nom de famille, Park, précède le nom personnel.
 (février 2022).
Park Cho-rong (coréen : 박초롱, née le 3 mars 1991), communément appelée Chorong (coréen : 초롱), est une chanteuse et actrice sud-coréenne, leader et chanteuse secondaire du girl group sud-coréen Apink.

## Jeunesse
Park Cho-rong est née le 3 mars 1991 à Cheongju, dans la province du Chungcheong du Nord, en Corée du Sud. C'est une enfant du milieu, une sœur plus âgée et une cadette. Fille d'un maître de l'académie de hapkido et propriétaire d'une académie, Cho-rong a été formée audit art martial pendant huit ans. Elle a été formée de la première année à l’école primaire à la troisième année du secondaire : elle est titulaire d'une ceinture noire au 3e degré. Durant ses années d'école, Cho-rong avait fréquenté l'école maternelle Byungsul, l'école élémentaire Bukang, l'école secondaire Bukang Middle High School et l'école secondaire Choongbook High School.
Cho-rong a auditionné pour la cinquième audition officielle de JYP Entertainment en 2009, où elle a réussi à se qualifier pour la ronde finale. Cependant, elle a finalement été éliminée et après cela, elle a rejoint Cube Entertainment en tant que stagiaire.

## Carrière

### 2011 – présent: Apink
En février 2011, Cho-rong a été annoncée comme deuxième membre et dirigeant d'Apink. Avant cette annonce, elle est apparue à la fin du vidéoclip de la version japonaise "Shock" de Beast. Avant ses débuts avec Apink, Cho-rong, avec le reste des membres d'Apink, avait participé au tournage d'Apink News, l'émission de télé-réalité d'avant-première du groupe. Le 19 avril 2011, Apink a publié son premier single "Mollayo" et le 21 avril, Cho-rong a fait ses débuts en tant que membre d'Apink sur Mnet's M! Compte à rebours interprétant leurs chansons "Mollayo" et "Wishlist" qui ont été inclus sur leur premier EP Seven Springs of Apink.

### 2011 – présent: carrière d'acteur
Cho-rong a commencé sa carrière d'actrice en apparaissant dans la sitcom de 2010 All my love dans le rôle du personnage de Cho-rong, à la suite du départ de Brown Eyed Girls. Elle a ensuite fait une apparition dans Reply 1997 en tant que version adolescente de Lee Il-Hwa, la mère du rôle principal Sung Shi-won (joué par Jung Eun-ji) avec sa collègue, membre de Apink, Yoon Bo-mi. Cho-rong a eu son premier rôle principal dans la comédie romantique Plus Nine Boys dans le rôle de Han Soo-ah, une lycéenne populaire mais mystérieuse, un caractère opposé à celui de Yook Sung-jae de BtoB. En 2017, elle a joué sur Naver TV Cast's webdrama Loi spéciale du Romance aux côtés de Kim Min-kyu et Vixx's Hyuk.

## Discographie

### Crédits musicaux
Parmi tous les membres d’Apink, Cho-rong a la plus grande expérience en tant qu’auteur-compositeur. Elle a commencé par écrire le premier "19 avril" pour le premier anniversaire du groupe. Selon Cho-rong, elle a écrit "le 19 avril" en pensant aux fans et à leurs premières performances sur scène, tandis que pour les autres chansons, il s'agissait d'expériences que leur groupe d'âge pouvait raconter.
| Année | Titre                            | Artiste | Album               | Autre(s) crédit(s)                |
| ----- | -------------------------------- | ------- | ------------------- | --------------------------------- |
| 2012  | April 19th (4월 19일)            | Apink   | Une Année           | Aucun(s)                          |
| 2014  | Love Story (사랑동화)            | Apink   | Pink Blossom        | Aucun(s)                          |
| 2014  | So Long                          | Apink   | Pink Blossom        | Aucun(s)                          |
| 2014  | Wanna Be                         | Apink   | Pink Luv            | Aucun(s)                          |
| 2015  | Dejavu                           | Apink   | Pink Memory         | Aucun(s)                          |
| 2016  | To. Us                           | Apink   | Pink Revolution     | Aucun(s)                          |
| 2016  | The Wave (네가 손짓해주면)       | Apink   | Pink Revolution     | Kim Jin-hwan                      |
| 2016  | Cliché (흔한일)                  | Apink   | Dear                | Son Na-eun                        |
| 2017  | Eyes                             | Apink   | Pink Up             | Aucun(s)                          |
| 2018  | Miracle (기적 같은 이야기)       | Apink   | Non issu d'un album | LOOGONE, BEOM X NANG et J.mee Kim |
| 2018  | Don't Be Silly                   | Apink   | One & Six           | Luvssong                          |
| 2019  | Enough                           | Apink   | Percent             | Aucun(s)                          |
| 2020  | Moment (너의 모든 순간을 사랑해) | Apink   | Look                | Aucun(s)                          |
| 2022  | Free & Love                      | Apink   | Horn                | Aucun(s)                          |
| 2023  | Me, Myself & I                   | Apink   | Self                | Aucun(s)                          |

## Filmographie

### Film
- 2020 : Road Family de Jang Jae-il : Yuri

### Séries télévisées
- 2010 : All My Love : Cho-rong (épisodes 125–210)
- 2014 : Plus Nine Boys : Han Soo-ah
- 2017 : Special Law of Romance : Seo Ji-hye